# Le Fournet
Le Fournet és un municipi francès situat al departament de Calvados i a la regió de Normandia. L'any 2007 tenia 50 habitants.

## Demografia

### Població
El 2007 la població de fet de Le Fournet era de 50 persones. Hi havia 16 famílies de les quals 12 eren parelles amb fills i 4 famílies monoparentals amb fills.
La població ha evolucionat segons el següent gràfic:
Habitants censats

### Habitatges
El 2007 hi havia 25 habitatges, 15 eren l'habitatge principal de la família i 10 eren segones residències. Tots els 24 habitatges eren cases. Tots els 15 habitatges principals que hi havia estaven ocupats pels seus propietaris; 1 tenia tres cambres, 5 en tenien quatre i 9 en tenien cinc o més. 6 habitatges disposaven pel capbaix d'una plaça de pàrquing. A 3 habitatges hi havia un automòbil i a 11 n'hi havia dos o més.

### Piràmide de població
La piràmide de població per edats i sexe el 2009 era:
| Homes | Edats   | Dones |
| ----- | ------- | ----- |
| 0     | 95 o +  | 0     |
| 0     | 90 a 94 | 0     |
| 0     | 85 a 89 | 0     |
| 0     | 80 a 84 | 0     |
| 0     | 75 a 79 | 0     |
| 0     | 70 a 74 | 0     |
| 0     | 65 a 69 | 0     |
| 0     | 60 a 64 | 0     |
| 4     | 55 a 59 | 0     |
| 0     | 50 a 54 | 4     |
| 4     | 45 a 49 | 4     |
| 0     | 40 a 44 | 4     |
| 4     | 35 a 39 | 0     |
| 0     | 30 a 34 | 0     |
| 0     | 25 a 29 | 0     |
| 0     | 20 a 24 | 4     |
| 0     | 15 a 19 | 8     |
| 4     | 10 a 14 | 0     |
| 0     | 5 a 9   | 0     |
| 0     | 0 a 4   | 0     |

## Economia
El 2007 la població en edat de treballar era de 34 persones, 26 eren actives i 8 eren inactives. De les 26 persones actives 25 estaven ocupades (11 homes i 14 dones) i 1 aturada (1 home). De les 8 persones inactives 1 estava jubilada, 6 estaven estudiant i 1 estava classificada com a «altres inactius».
Activitats econòmiques
Dels 3 establiments que hi havia el 2007, 2 eren d'empreses de construcció i 1 d'una empresa de comerç i reparació d'automòbils.
Els 2 serveis als particulars que hi havia el 2009 eren fusteries.
L'any 2000 a Le Fournet hi havia 3 explotacions agrícoles que ocupaven un total de 246 hectàrees.

## Poblacions més properes
El següent diagrama mostra les poblacions més properes.